# الاحتلال البلغاري لصربيا (الحرب العالمية الأولى)
بدأ الاحتلال البلغاري لصربيا في الحرب العالمية الأولى في خريف عام 1915 عقب غزو صربيا من قبل الجيوش المتحدة لألمانيا والإمبراطورية النمساوية المجرية وبلغاريا. بعد هزيمة صربيا وتراجع قواتها عبر ألبانيا، قُسمت البلاد إلى مناطق احتلال بلغارية ونمساوية مجرية.
امتدت منطقة الاحتلال البلغارية من صربيا الجنوبية والشرقية المعاصرة ومنطقة كوسوفو المتنازع عليها ومقدونيا الشمالية. تعرض السكان المدنيون إلى مختلِف التدابير القمعية، بما فيها الاعتقال الجماعي والعمل القسري وسياسة بلغَرة (نشر الثقافة البلغارية). وفقًا للأكاديمي بول موزيس: «يبدو أن التطهير العرقي (في الحد الأدنى) والإبادة الجماعية (في الحد الأقصى) قد حدثا فعلًا بين عامي 1915 و1918»، وهو ما أطلق عليه المؤرخ آلن كريمر اصطلاحًا: «ديناميكيةُ التدمير».
انتهى الاحتلال في نهاية سبتمبر 1918، عندما هجم الحلفاء في معركة دوبرو بول بقيادة صربيا والقوات الفرنسية على الجبهة البلغارية وحرروا صربيا.

## خلفية

### أهداف بلغارية الحربية
بعد معاهدة سان ستيفانو في 1878، طمح القادة البلغاريون إلى استرجاع بلغاريا العظمى. لذلك أصبحت مناطق بومورافلي [الإنجليزية] ومقدونيا هدفًا للقومية البلغارية. نتيجة للخسارة في حرب البلقان الثانية عام 1913، كان على المملكة البلغارية أن تحد من ذرائعها الإقليمية على أراضي مقدونيا. عندما كانت صربيا تحاول تأمين منفذ إلى البحر في ألمانيا، صارت الدبلوماسية النمساوية الهنغارية أكثر فاعلية بغيةَ إقامة حدود بين ألبانيا والجبل الأسود، وخلال حرب البلقان الثانية، تخلّت بلغاريا عن ضم مقدونيا الصربية، التي ضُمت قطعًا إلى صربيا بعد بروتوكول فلورنسا في ديسمبر 1913.
كان الحلفاء قد ضغطوا طويلًا على بلغاريا للانضمام إليهم لكن ما طلبته مقابل ذلك كان نَيل مقدونيا، واعتبر الحلفاء ذلك معقولًا بناءً على الأسس الإثنية لكن الاقتراح لم يلقَ موافقة صربيا واليونان مقدمًا، اللتين عارضتا بشدة التنازل عن أرضهما. مع ذلك، كانت قوى المركز مستعدة للتنازل عما طلبته بلغاريا من الأراضي الصربية واليونانية. كانت أهداف بلغاريا التقليدية تقبع في المناطق التي يسكنها البلغار من مقدونيا ودبروجة وتركيا الأوروبية لكنها في عام 1915 طالبت بأراض لا علاقة لها بحدودها الإثنوغرافية. في السادس من سبتمبر 1915، انضمت الحكومة البلغارية إلى قوى المركز بعد توقيع معاهدة تحالف سرية مع ألمانيا.

### غزو صربيا
في السادس من أكتوبر 1915 وفي ظل القيادة الكلية للجنرال الألماني أوغست فون ماكنسن، بدأت الإمبراطورية النمساوية المجرية وألمانيا الغزو الرابع لصربيا منذ بداية الحرب. في 14 أكتوبر، تحركت الجيوش البلغارية إلى الأراضي الصربية لتنضم إلى الغزو الجاري. دخلت بلغاريا الحرب إلى جانب قوى المركز، وكان هدفها الأساسي هو استعادة وجيزة للأراضي التي حصلت عليها من الدولة العثمانية في عامي 1912 و1913 ثم خسرتها لصالح صربيا خلال حرب البلقان الثانية. أجبر ضغط الجيوش النمساوية المجرية والبلغارية والألمانية في الشمال، وتفوقهم الهائل في العديد والعتاد الصربَ على الانسحاب عبر ألبانيا الوسطى والشمالية. في 28 نوفمبر 1915 أعلنت مجموعة جيوش ماكنسن نهاية حملة صربيا، وبالتالي انتهاء الهجوم.
بعد حملة دامت ستة أسابيع، كانت مملكة صربيا قد غُزيت بالكامل تقريبًا، ومن ثم قُسمت بين إمبراطورية هابسبورغ وبلغاريا. في بداية 1916، تُركت مناطق في الغرب والشمال وجزء من كوسوفو للإمبراطورية النمساوية المجرية. أُقيمت منطقة احتلال ألمانية في المنطقة الواقعة شرق فاليكا مورافا وجنوب مورافا في كوسوفو ووادي فاردار، سيطر الألمان على السكك الحديدية والمناجم والأراضي الحراجية والموارد الزراعية. مثلما حددت اتفاقية 6 سبتمبر، حصلت بلغاريا على كامل مقدونيا وصربيا الشرقية والجنوبية، من الدانوب إلى كوسوفو في الجنوب. امتدت الحدود الجديدة مع الإمبراطورية النمساوية المجرية على طول نهر مورافا إلى ستالاتش ثم بين نهري مورافا الجنوبي والغربي، ومنطقة سكوبسكا كرنا غورا وجبال شار. أخذت الإمبراطورية النمساوية المجرية بقية صربيا. قسم البلغاريون الأراضي التي احتلتها قواتهم إلى محافظتين عامتين عسكريتين.

## الهيمنة البلغارية

### مناطق الاحتلال
أٌنشئت منطقتين إداريتين تحت إشراف قائد عسكري:
- منطقة التفتيش العسكري في مورافا: منطقة صربيا وقيادتها في نيش، وضمت أراضي صربيا الشرقية والجنوبية، (مثلما نُصّ في المعاهدة السرية بين بلغاريا وألمانيا في السادس من سبتمبر 1915)، ما يعني أن وادي نهر مورافا الجنوبي شرق نهر مورافا قُسم إلى ست مقاطعات ومنطقة بايروت.[12]
- منطقة التفتيش العسكري في مقدونيا: المنطقة التي تضم مقدونيا ومركزها في إسكوبية، ووُضع الجزء الأكبر من كوسوفو – بريشتينا، وبريزرن وجيلان وفريزاي وأوراخوفاتش أيضًا في تلك المنطقة، وقد انتوى البلغاريون ضم كل كوسوفو وحتى أجزاء من ألبانيا التي تحتلها قواتهم إلى تلك المنطقة، وفي ربيع 1916، كاد أن ينتج عن هذا صراع مسلح بين بلغاريا والقوات النمساوية.[12]

### نظام الاحتلال
كان حافز السياسة البلغارية في مقدونيا، وإلى درجة ما في صربيا المحتلة، هو ما أطلق عليه المؤرخ آلن كريمر «ديناميكيةُ تدمير»، وهي ليست رغبة في هزيمة جيش العدو فحسب، بل أيضًا في محو كل آثار ثقافته وتدمير كل دليل على أنه كان موجودًا قط. بغية خلق أراض بلغارية نقية، بدأت الحكومة البلغارية العسكرية بتطبيق نظام سياسي من نزع الجنسية والبلغَرة والاستغلال الاقتصادي في صربيا الشرقية ومقدونيا وأجزاء من كوسوفو.
في منطقة مورافا، حيث كان أغلبية السكان صربًا، كان يعني تحويل المنطقة إلى جزء من الإمبراطورية البلغارية إبادة الأمة الصربية وثقافتها وإزالة كل ممثلي الروح القومية الصربية لأجل هذا، فاعتقل المعلمون ورجال الكنيسة والصحفيون بالإضافة إلى أعضاء البرلمان الصربي والجنود والضباط ومسوؤلي الجيش السابقين من عمر 18 حتى 50، أو أُعدوا رميًا بالرصاص أو رُحّلوا إلى بلغاريا بصفتهم أسرى حرب أو لتشغيلهم في العمل القسري.
في منطقة مقدونيا، لم تعترف بلغاريا، مثل صربيا، بالسكان السلاف المحليين على أنهم مجموعة إثنية أو وطنية مستقلة. اعتبرت كل من بلغاريا وصربيا السكان الناطقين بالسلافية مرتبطون إثنيًا بأمتهم وبناء على ذلك أكدوا على حق السعي لضمّهم. كانت سياسة بلغاريا في نزع الجنسية، بما فيها جانبها شبه العسكري، مطابقة تقريبًا في نيتها وتنفيذها للسياسة الصربية التي سبقتها في المنطقة المتنازع عليها بين البلدين. نحو نصف فاردار مقدونيا، مثلما كانت صربيا تسمي المنطقة، كان مأهولًا أيضًا من قبل مجموعات إثنية مختلفة لم تعتبر نفسها بلغارية، أي الصرب والترك والألبان واليونانيين والفلاخ واليهود والغجر، وفي الأجزاء الشرقية من المنطقة، حيث كان لجزء كبير من السلاف المقدونيين مشاعر مؤيدة للبلغاريين أو شعروا أنهم بلغاريون، رحب هؤلاء السكان بالجيش البلغاري باعتبارهم محررين. بالنسبة لبقية السكان ولا سيما السلاف المقدونيين الذين اعتبروا أنفسهم صربًا (أو أولئك الذين لم يشعروا أنهم صرب ولا بلغاريون)، فقد أظهرت وحشية الجيش البلغاري والكوميتادجي غير النظاميين والإدارة المدنية اللاحقة كل سمات التطهير العرقي.